# Водли (Алабама)
Водли (енгл. Wadley) град је у америчкој савезној држави Алабама. По попису становништва из 2010. у њему је живело 751 становника.

## Демографија
Према попису становништва из 2010. у граду је живело 751 становника, што је 111 (17,3%) становника више него 2000. године.
| Група             | 2000.       | 2010.       |
| Белци             | 411 (64,2%) | 429 (57,1%) |
| Афроамериканци    | 213 (33,3%) | 272 (36,2%) |
| Азијати           | 0 (0,0%)    | 0 (0,0%)    |
| Хиспаноамериканци | 14 (2,2%)   | 33 (4,4%)   |
| Укупно            | 640         | 751         |